# Escut i bandera de Toga
L'escut i la bandera de Toga són els símbols representatius de Toga, municipi del País Valencià, a la comarca de l'Alt Millars.

## Escut heràldic
L'escut oficial de Toga té el següent blasonament:
| « | Escut quadrilong de punta redona, truncat. Al primer quarter, en camp de sinople, un pont d'or, maçonat de sable. Al segon quarter, en camp d'argent, tres ones d'atzur. Al timbre, corona reial oberta. | » |

## Bandera de Toga
La bandera oficial de Toga té la següent descripció:
| « | Bandera de proporcions 2:3. Sobre fons de plata tres ones de blau al terç inferior. Al centre, pont d'or o groc, maçonat de negre. | » |

## Història
L'escut s'aprovà per Resolució de 19 de desembre de 2001, del conseller de Justícia i Administracions Públiques, publicada al DOGV núm. 4.182, de 4 de febrer de 2002.
L'escut reflecteix la situació topogràfica del poble, a banda i banda del riu Millars.
La bandera s'aprovà per Resolució de 26 de gener de 2006, del conseller de Justícia, Interior i Administracions Públiques, publicada en el DOGV núm. 5.203, de 21 de febrer de 2006.